# 20 Batalion Remontowy
20 Batalion Remontowy – samodzielny pododdział logistyczny Sił Zbrojnych PRL  i okresu transformacji ustrojowej.
Wchodził w skład 20 Warszawskiej  Dywizji Pancernej. Stacjonował w Czarnem.
Przemianowany na 2 batalion remontowy 2 Pomorskiej Dywizji Zmechanizowanej

## Skład organizacyjny
Dowództwo i sztab	
- kompania remontu pojazdów gąsienicowych	
  - 2 plutony remontu czołgów
  - pluton remontu pojazdów gąsienicowych i sprzętu inżynieryjnego
- kompania remontu uzbrojenia i elektroniki	
  - pluton remontu uzbrojenia
  - stacja kontrolno – remontowa
- kompania remontu pojazdów kołowych	
  - 2 plutony remontu pojazdów kołowych
  - pluton remontu transporterów kołowych
- pluton robót specjalnych	
  - drużyna naprawy elektronicznej i ładowania akumulatorów
  - drużyna spawalnicza
  - 2 drużyny ślusarsko – mechaniczne
  - drużyna kowalsko – blacharska
- pluton remontu sprzętu łączności	
  - 2 drużyny remontu
- pluton ewakuacji
- pluton zaopatrzenia	
  - 2 drużyny zaopatrzenia
  - drużyna gospodarcza
- pluton medyczny